# Маяк Старт-Пойнт
Маяк Старт-Пойнт (англ. Start Point Lighthouse) — маяк, расположенный на мысе Старт-Пойнт в графстве Девон, Великобритания.
Маяк Старт-Пойнт является одним из двадцати девяти башен, разработанных Джеймсом Уокером. Он выполнен в готическом стиле с зубчатым парапетом. Главная башня построена из просмоленного и окрашенного в белый цвет гранита. Высота круглой башни составляет 28 метров. Есть два входа, на северной и южной сторонах.
С момента своего строительства в 1836 году маяк претерпел множество изменений. В 1862 году был добавлен противотуманный сигнализационный колокол, быстро замененный сиреной в 1877 году. В 1989 году, эрозия берегов вызвала разрушение части комплекса маяка, в том числе противотуманной сирены.
Работы по автоматизации маяка начались в августе 1992 года и были завершены в начале 1993 года. Станция в настоящее время контролируется и управляется из оперативного центра Trinity House.

## Галерея

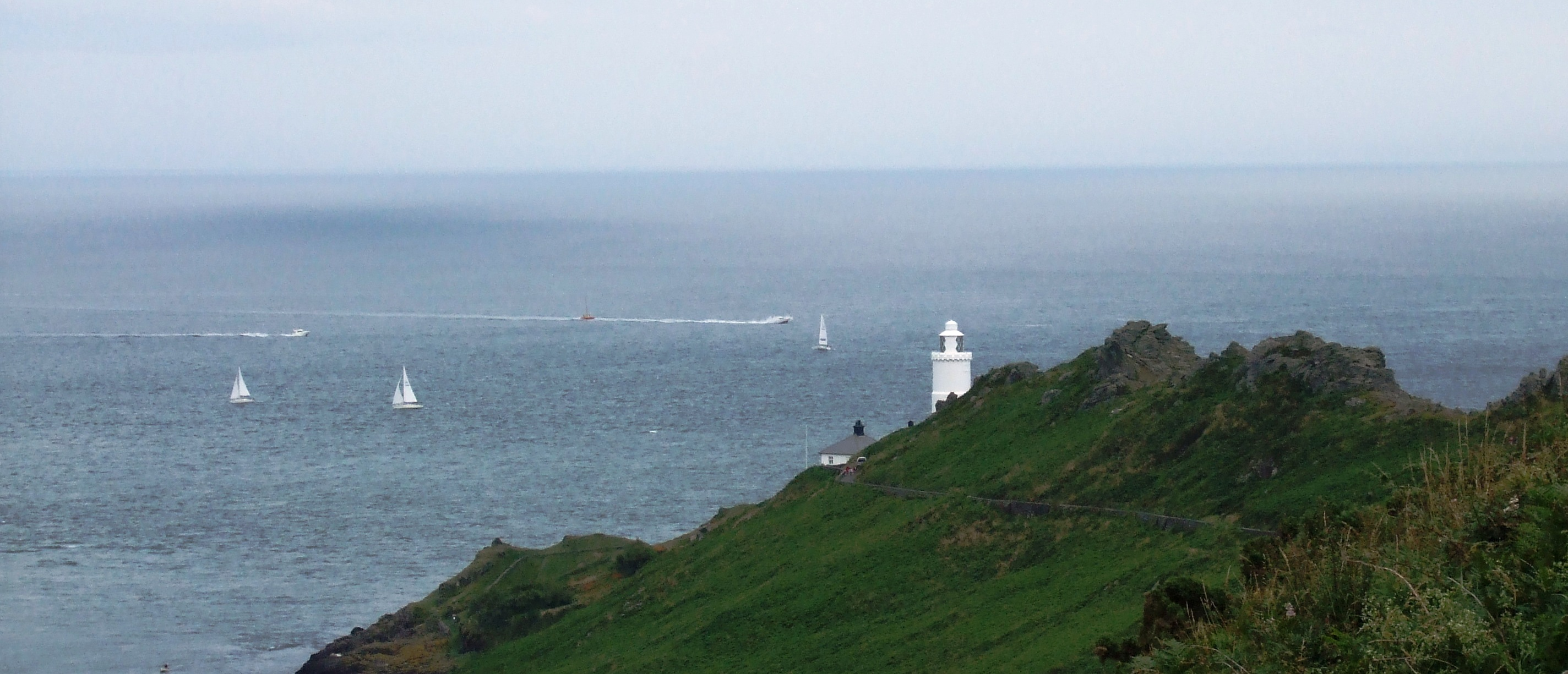
Маяк с внутреннего конца полуострова
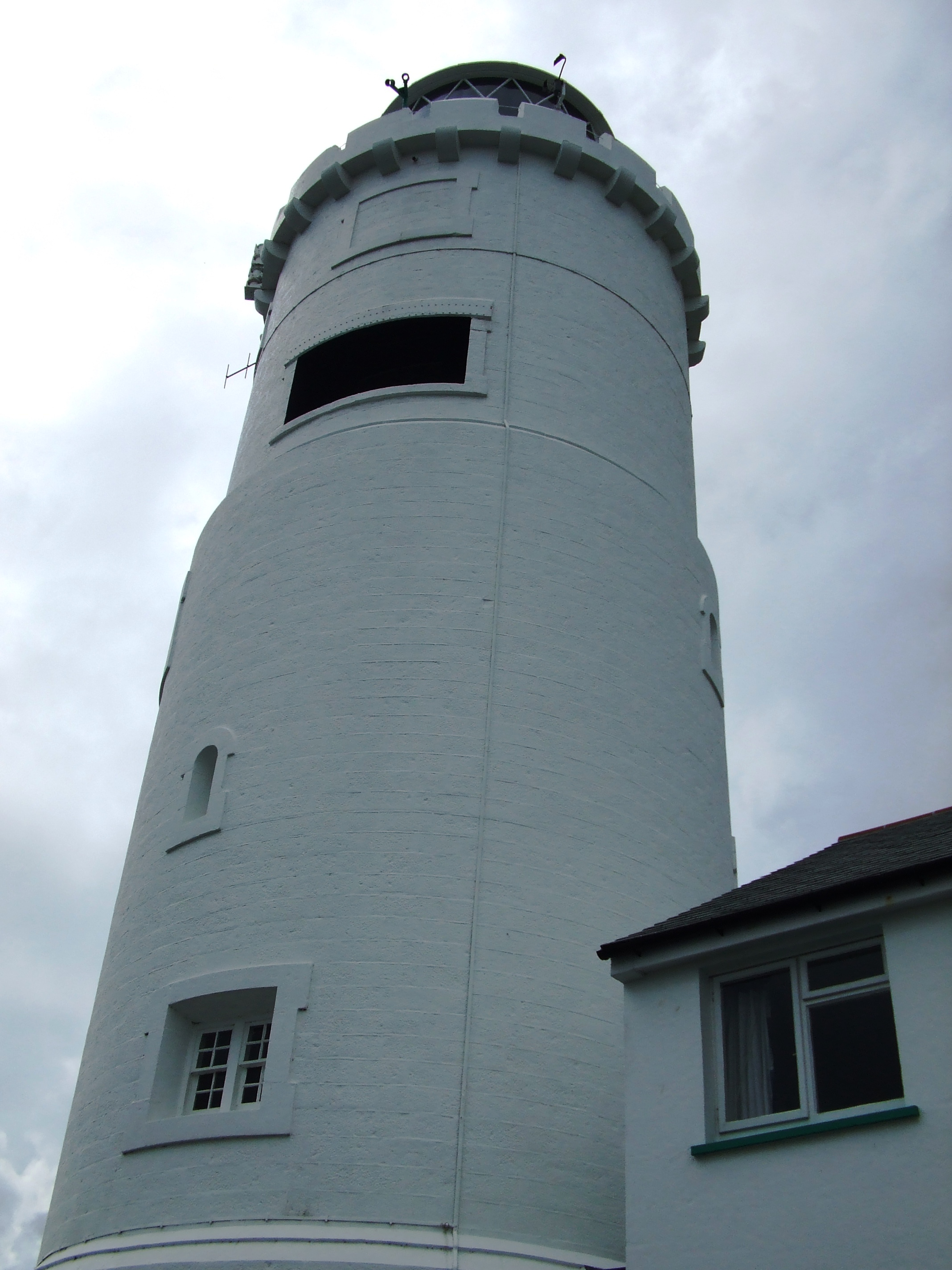
Крупным планом кладка маяка
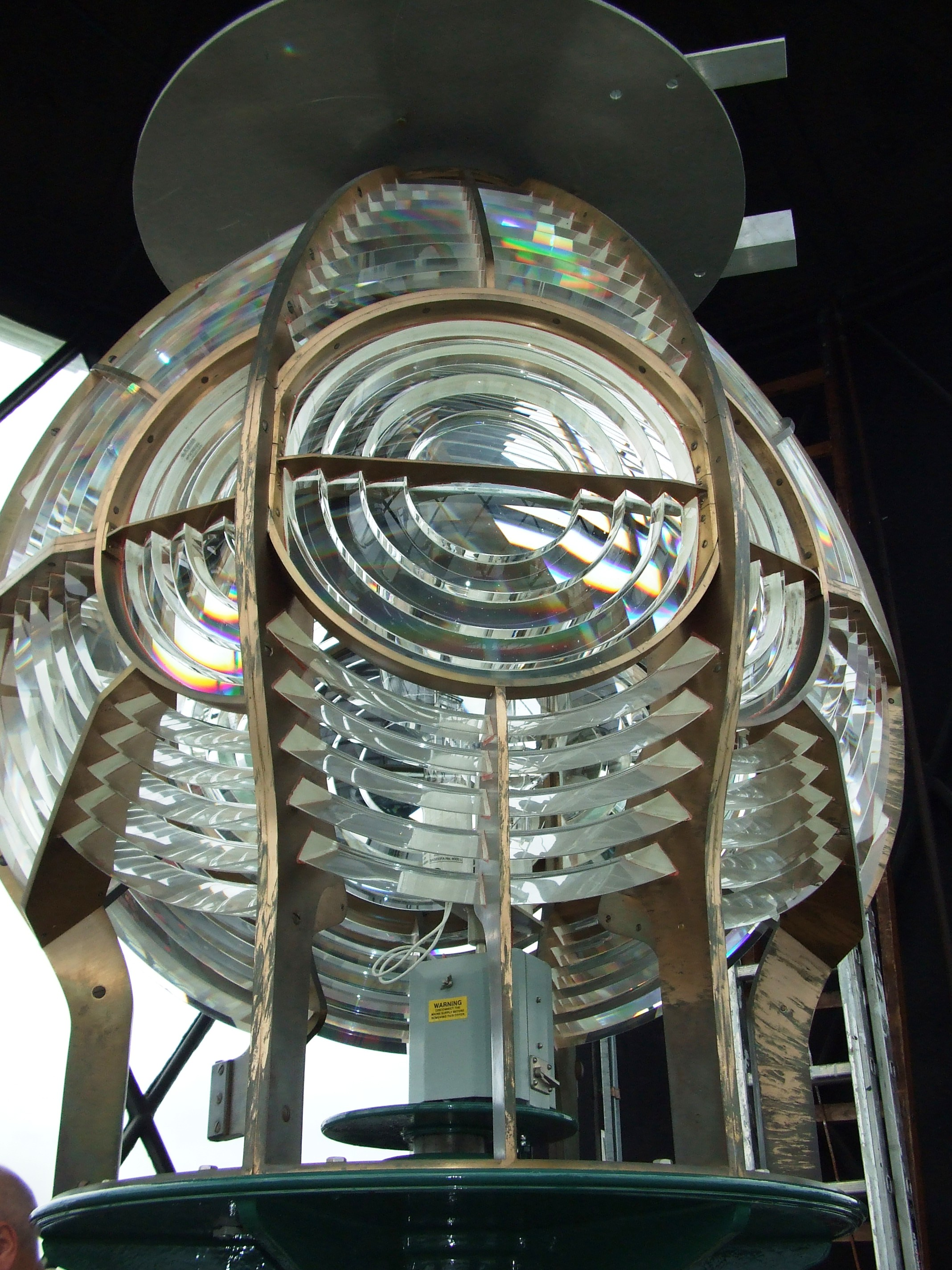
Линзы